# Pontevedra (Buenos Aires)
Pontevedra is een plaats in het Argentijnse bestuurlijke gebied Merlo in de provincie Buenos Aires. De plaats telt 33.515 inwoners.